# Mario Ramsamy
Pour les articles homonymes, voir Ramsamy.
Mario Ramsamy, né le 31 octobre 1956 à Port-Louis dans le quartier de Roche-Bois de l'île Maurice, est un chanteur créole mauricien naturalisé français.

## Biographie

### L'enfance et les débuts
Mario Ramsamy naît à Roche Bois dans la banlieue de Port-Louis la capitale de l'île Maurice. Mario commence à chanter au Club Méditerranée de l'Île Maurice, qui se situe à la pointe aux Canonniers. Il va ensuite avec son groupe de l'époque faire la tournée des Club Meds un peu partout dans le monde. Il reprend alors les grands standards des chanteurs américains et interprète admirablement les chansons de Stevie Wonder. Il ira ensuite s'installer en France.[réf. nécessaire]

### Images
En 1986, il forme avec Jean-Louis Pujade le groupe Images.
Cette même année, ils sortent le 45 tours Les Démons de minuit qui les propulsera jusqu'à la première place du Top 50 durant l'été. C'est le record de longévité avec 13 semaines consécutives à la première place.
Peu de temps après, sort la version anglaise intitulée Love Emotion.
Le groupe enchaîne ensuite les succès avec Corps à corps, Le Cœur en exil, Maîtresse, extraits de leur premier album intitulé L'Album d'Images édité fin 1987.
En 1990, le groupe sort son deuxième album Le Sens du rythme, avec moins de succès. Il compte un titre avec la participation de Zazie.
Suivent les albums Rendez nous nos rêves en 1993 puis en 1997, Soleil d'argile contenant une reprise acoustique des Démons de minuit.

### Émile et Images
Avec Émile Wandelmer, l'ex chanteur du célèbre groupe toulousain Gold, ils décident en 1999 de fusionner pour former Émile et Images. Ils sortent une compilation qui comporte des réorchestrations de leurs tubes respectifs, ainsi qu'un medley, Jusqu'au bout de la nuit ; ce disque remporte un grand succès. Ils font deux dates à l'Olympia, concert qui sort en 2001 en DVD/VHS et CD.
En 2003, sort l'album Toujours devant qui inclut la participation de Jean-Jacques Goldman (Et tout recommencerait) et de Maxime Le Forestier (Mélusine).
En 2005, le groupe sort un album, dans la région toulousaine, appelé Disco Funk, reprises de tubes disco comme Just an illusion d'Imagination, Ai no corrida, Saddle up. Cet album sortira en 2006 dans une version nationale.
En 2012, le groupe joue son propre rôle dans le film Stars 80 de Frédéric Forestier.
En 2013, le groupe enregistre Métisse avec l'artiste mauricien Zulu qui est un succès à l'Ile Maurice.
En 2014, le groupe collabore avec DJ Assad, Denis Azor et Willy William à une reprise de la chanson Ala li la de Denis Azor qui fut le tube de l'été 1991.
Mario termine également la préparation d'un tout nouvel album solo en collaboration avec le parolier David Manneveau.

## Discographie

### Albums

#### Images
L'Album d'Images (1987)
1. L'Enfant des rizières
2. Maîtresse
3. Quand la musique tourne
4. Corps à Corps
5. Même au paradis
6. Connexion sur le réseau
7. Partir
8. Djiny tack
9. Le Cœur en exil
10. Les Démons de minuit (version longue)

Le Sens du rythme (1990)
1. Danger d'amour
2. Le Sens du rythme
3. Vaguement libre
4. Un duo avec eux
5. Nasty
6. L'Avenir nous appartient
7. Dernière chance
8. Rapsodie en gris
9. Charade
10. Les Eaux mêlées

Rendez nous nos rêves (1993)
1. Rendez nous nos rêves
2. Un jour encore
3. Mon ange
4. Jaloux de vous (Naomi)
5. Loin de toi
6. Seul sans abri
7. Monsieur de Toulouse
8. Jamais plus toujours
9. Quel que soit le temps
10. Tout là-haut dans le ciel
11. Sauvez l'amour

Soleil d'argile (1997) 
1. Noir sur blanc
2. Soleil d'argile
3. Tenez bon
4. Stand by
5. Qui peut nous dire
6. C'est le ciel qui nous donne
7. Fou (mélodie sans thème)
8. La Fleur des maux
9. L'amour ne se prête pas
10. Tous ces regrets
11. Les Démons de minuit (version acoustique)

#### Émile et Images
Jusqu'au bout de la nuit (1999)
1. Laissez nous chanter
2. Les Démons de minuit
3. Plus près des étoiles
4. Corps à corps
5. Capitaine abandonné
6. Le Cœur en exil
7. Ville de lumière
8. Quand la musique tourne
9. Calicoba
10. Maîtresse
11. Jusqu'au bout de la nuit
12. Amour trop loin (réédition 2000)

Live à l'Olympia (2000)
1. Intro
2. Laissez nous chanter
3. Corps à corps
4. Rio de janvier
5. Noir sur blanc
6. Plus près des étoiles
7. L'Enfant des rizières
8. Le Train de mes souvenirs
9. Tropicana
10. Quand la musique tourne
11. Djiny Tack
12. Fou
13. Calicoba
14. Solo Jean Louis
15. Maîtresse
16. Les Démons de minuit
17. Capitaine abandonné
18. Amour trop loin

Toujours devant (2003)
1. Toujours devant
2. Mélusine
3. Je serai là toujours
4. En silence
5. Elle danse
6. Si je m'égare
7. Un bout de route avec toi
8. Déserteur
9. Et tout recommencerait
10. Ils disaient
11. Oubliés

Disco Funk (2006)
1. Shake Your Booty
2. Ai No Corrida
3. Get Down Saturday Night
4. I Can'T Stand The Rain
5. It'S Time To Party Now
6. Do You Wanna Funk
7. Could It Be Magic
8. Act Like You Know
9. Shame Shame Shame
10. Saddle Up
11. Rock Your Baby
12. Just An Illusion
13. That'S The Way
14. Stomp
15. Just An Illusion (Maxi)

#### Images
- Les Démons de minuit (1986)
- Love Emotion (version anglaise de Les Démons de minuit) (1986)
- Corps à corps (1986)
- Le Cœur en exil (1987)
- Maîtresse (1987)
- Quand la musique tourne (1988)
- L'Enfant des rizières (1988)
- Soleil (1989)
- Pour toi Arménie (participation) (1989)
- Mégamix (1990)
- Danger d'amour (1990)
- Nasty (1990)
- Le sens du rythme (1991)
- Jouez pour eux (Furiani) (1992)
- Sauvez l'amour (1993)
- Rendez nous nos rêves (1993)
- Mon ange (1994)
- Naomi (Jaloux de vous) (1995)
- Les Démons de minuit (remix 1996 10e anniversaire) (1996)
- Noir sur blanc (1997)

#### Émile et Images
- Jusqu'au bout de la nuit (1999)
- Amour trop loin (2000)
- Rio de janvier (2000)
- L'Enfant des rizières (2000)
- Toujours devant (2003)
- Mélusine (2003)

### Singles
- Métisse (2013) - Mario Ramsamy Ft.Zulu
- Ala Li La (2014) - DJ Assad Ft. Denis Azor & Mario Ramsamy & Willy William